# София Баварска (1145)
Вижте пояснителната страница за други личности с името София Баварска.
София Баварска (на немски: Sophie von Bayern; * ок. 1100; † 10 юли 1145) от фамилята Велфи, е принцеса от Бавария и чрез женитби херцогиня на Церинген и маркграфиня на Щирия.

## Живот
Тя е втората дъщеря на баварския херцог Хайнрих Черния (1075 – 1126) и съпругата му Вулфхилда Саксонска (1075 – 1126), дъщеря на херцог Магнус от Саксония и на София Унгарска. Сестра е на Свети Конрад, на херцог Хайнрих Горди, маркграф Велф VI и на Юдит, майката на император Фридрих Барбароса.
София се омъжва първо за херцог Бертхолд III фон Церинген († 19 февруари 1122). Той е убит малко след това при конфликт. Бракът е бездетен.
София се омъжва втори път през 1122, 1123 или 1124 г. за Леополд I Смели († 26 октомври 1129) от род Отакари от Траунгау, маркграф на Щирия. След смъртта му София управлява дълги години Марка Щирия за четиригодишния им син Отокар.
Погребана е в манастира на Велфите Вайнгартен, Вюртемберг.

## Деца
София Баварска и Леополд I фон Щирия имат децата:
- Отокар III (1125 – 1164), маркграф на Щирия (1129 – 1164), женен пр. 1146 г. за Кунигунда фон Фобург († 1184)
- Елизабет (1124 – 1138), омъжена I. пр. 1128 г. за граф Рудолф II фон Щаде († 1144); II. за херцог Хайнрих V фон Каринтия († 1161)
- Маргарета († 1138)
- Кунигунда († 1177), омъжена за граф Ото II фон Пургщал († 1192)